# Dictyna juno
Dictyna juno är en spindelart som beskrevs av Ivie 1947. Dictyna juno ingår i släktet Dictyna och familjen kardarspindlar. Inga underarter finns listade i Catalogue of Life.